# Protula apomatoides
Protula apomatoides är en ringmaskart som först beskrevs av Uchida 1978.  Protula apomatoides ingår i släktet Protula och familjen Serpulidae. Inga underarter finns listade i Catalogue of Life.